# مغيث (اسم)
مغيث هو اسم علم مذكر من أصل عربي، ومعناه هو من الفعل أغاث، المعين ملبي الاستغاثة، الناصر، والمغيث من أسماء الله الحسنى المغيث ويسمون عبد المغيث، ومغيث الرومي (ت نحو 100 هـ) هو حفيد جبلة بن الأيهم فسباه الروم فقيل له الرومي.

## شخصيات تحمل الاسم
- مغيث بن سمي الأوزاعي

## وصلات خارجية
- موسوعة السلطان قابوس لأسماء العرب